# Alibi suspect
Pour plus de détails, voir Fiche technique et Distribution.
Alibi suspect (Dark Alibi) est un film américain réalisé par Phil Karlson, sorti en 1946.

## Fiche technique
- Titre original : Alibi suspect
- Titre français : Dark Alibi
- Réalisation : Phil Karlson
- Scénario : George Callahan d'après les personnages de Earl Derr Biggers
- Photographie : William A. Sickner (en)
- Montage : Ace Herman (en)
- Musique : Edward J. Kay
- Pays de production : États-Unis
- Format : Noir et blanc - 1,37:1
- Genre : policier
- Date de sortie : 1946

## Distribution
- Sidney Toler : Charlie Chan
- Mantan Moreland : Birmingham Brown
- Ben Carter : Benjamin Brown
- Benson Fong : Tommy Chan
- Teala Loring (en) : June Harley
- George Holmes : Hugh Kenzie
- Joyce Compton : Emily Evans
- John Eldredge : Anthony R. Morgan
- Russell Hicks : Warden Cameron
- Tim Ryan : Foggy
- Janet Shaw : Miss Petrie
- Edward Earle : Thomas Harley
- Ray Walker : Danvers
- Milton Parsons : Johnson